# Hemmingen (Ludwigsburgi járás)
Hemmingen település Németországban, azon belül Baden-Württembergben. Lakosainak száma 8222 fő (2023. december 31.).

## Népesség
A település népessége az elmúlt években az alábbi módon változott:
| Lakosok száma | 1984 | 2884 | 5999 | 7179 | 6905 | 7223 | 7677 | 7409 | 7317 | 8222 |
|               | 1961 | 1968 | 1974 | 1981 | 1987 | 1994 | 2000 | 2007 | 2013 | 2023 |